# Weistrach
Weistrach è un comune austriaco di 2 192 abitanti nel distretto di Amstetten, in Bassa Austria.